# Araneus zhaoi
Araneus zhaoi là một loài nhện trong họ Araneidae.
Loài này thuộc chi Araneus. Araneus zhaoi được miêu tả năm 2002 bởi Zhang & Zhang.